# Копито (Л'Аквила)
Копито (итал. Coppito) је насеље у Италији у округу Л'Аквила, региону Абруцо.
Према процени из 2011. у насељу је живело 2903 становника. Насеље се налази на надморској висини од 655 м.